# Шельпинские острова
Шельпинские острова представляют собой группу островов, расположенных в Баренцевом море. В административном отношении входят в состав Кольского района Мурманской области, Северо-Западный федеральный округ.

## Географическое положение
Шельпинские острова расположены в юго-центральной части Баренцева моря вдоль северного побережья Кольского полуострова, в пределах или у хода в Шельпинскую губу в её центрально-восточной части. Расстояние от ближайшей точки островов до континента — 20 м.

## Описание
Шельпинские острова состоят примерно из 20(23) островков и рифов, ориентированы с севера на юг. Основные размеры островков колеблются в пределах 1,3 км (длина) на 1,2 км (ширина), максимальная высота 19,9 м над уровнем моря(, на основном острове (Могильный)). Остров Могильный является самым крупным, его длина 600 м и ширину 330 м. На данном острове, а также на острове, который находится севернее расположены геодезические триангуляционные пункты. Вблизи Шельпиных островов расположена одноимённая губа Шельпина, ограничения с противоположной стороны мысом Дощаным.

## Ближайшие острова
Кроме безымянных небольших островков, расположенных рядом с Шельпинскими островами так же расположены:
- Остров Медведково в 670 м к востоку, небольшой овальной формы остров длиной 1100м и шириной 50 м.
- Остров Ягодный расположен в 2 км к западу, остров овальной формы длиной 250м и шириной 150 м, максимальная высота 18,8 м над уровнем моря.
- Зеленецкие острова в 3,2 км к западу. Группа островов численностью около 10 островков в Зеленецкой губе, напротив посёлка Дальные Зеленцы. Самый большой из них Ненецкий, максимальная высота 34,8 м.